# 国鉄チキ80000形貨車
国鉄チキ80000形貨車（こくてつチキ80000がたかしゃ）は、かつて日本国有鉄道（国鉄。後に日本貨物鉄道（JR貨物））に車籍編入されていた、1976年（昭和51年）から製造された40t 積の私有貨車（長物車）である。

## 概要
本形式は
1976年（昭和51年）11月1日から1980年（昭和55年）10月8日にかけて、44両（チキ80000 - チキ80043）が日本車輌製造の1社のみで製造された。
所有者は、奥多摩工業（チキ80000とチキ80002 - チキ80011）、吉沢石灰工業（チキ80001とチキ80012 - チキ80043）の2社であり、その常備駅は奥多摩駅、浜川崎駅で推移してきたが1979年（昭和54年）10月からコンテナの積替えを神奈川臨海鉄道水江町駅で行うことになり、全車の常備駅も同駅に変更された。これ以降に製造された車も全て水江町駅を常備駅とした。
従来日本鋼管京浜製鉄所（現：JFEスチール東日本製鉄所）向けの生石灰輸送は青梅線奥多摩駅や東武大叶線大叶駅から南武線浜川崎駅までホッパ車にて輸送が行われていた。1976年（昭和51年）に京浜製鉄所が扇島へ移転したが、専用鉄道は敷設されなかったため、移転後の輸送体系が問題となっていた。そこで、生石灰を積載したコンテナによる輸送を行い、浜川崎駅までは鉄道、同駅から日本鋼管京浜製鉄所まではトラックによる輸送体系とするために製作されたのが、本形式である。
外観や用途は、コンテナ車そのものであるが、製造時点でコンテナ車の車種記号が制定されていたにもかかわらず、車籍編入の条件のために、特定コンテナの積載専用とする長物車に分類された。これは国鉄の私有貨車制度においてコンテナ車の私有を認めなかったことと、運賃制度においてコンテナ車の扱いになると割高になるためである。
1979年（昭和54年）10月より化成品分類番号「94」（有害性物質、禁水指定のもの）が標記された。
車体は普通鋼製で四隅にはツイストロック式の緊締装置を備える。塗色は黒、寸法関係は全長は12,000mm、全幅は2,640mm、全高は2,117mm、軸距は7,700mm、自重は13.5t、換算両数は積車5.5、空車1.4、台車はチキ80000, チキ80001がTR225、チキ80002 - チキ80029がTR225-1、チキ80030 - チキ80043がTR213Cである。
1987年（昭和62年）4月の国鉄分割民営化に際しては、44両全車がJR貨物に車籍編入されたが、直後から廃車が開始され、1988年（昭和63年）2月、奥多摩駅からの生石灰輸送が終了したことにより、全廃され、形式消滅した。

### 年度別製造数
各年度による製造会社と両数、所有者は次のとおりである。（所有者は落成時の社名）
- 昭和51年度 - 24両
  - 日本車輌製造 11両 奥多摩工業（チキ80000、チキ80002 - チキ80011）
  - 日本車輌製造 13両 吉沢石灰工業（チキ80001、チキ80012 - チキ80023）
- 昭和54年度 - 6両
  - 日本車輌製造 6両 吉沢石灰工業（チキ80024 - チキ80029）
- 昭和55年度 - 14両
  - 日本車輌製造 14両 吉沢石灰工業（チキ80030 - チキ80043）